# جورج كيث
جورج كيث (بالإنجليزية: George Keith)‏ هو لاعب كرة قدم أسترالي، ولد في 26 مايو 1944 في اسكتلندا في المملكة المتحدة. شارك مع منتخب أستراليا لكرة القدم. أما مع النوادي، فقد لعب مع سيدني تايغرز ونادي آير يونايتد ونادي غرينوك مورتون ونادي غيلفورد سيتي ونادي لانارك الثالث.